# Abu l-'Abbas Muhammad I
Abū l-ʿAbbās Muḥammad (... – 856) è stato il quinto Emiro aghlabide dell'Ifrīqiya, Malta e Sicilia. Regnò dall'841 fino alla data della sua morte.
Muhammad I è ampiamente considerato come il più grande conquistatore nella storia dell'islam nell'Italia medievale.
Muḥammad era figlio del quarto emiro aghlabide, Abū ʿIqāl al-Aghlab. Sotto il suo regno gli Aghlabidi continuarono la loro espansione nel Mediterraneo, conquistando Messina, Taranto, Bari, ed altre città di Puglia. Nell'846 il suo esercito saccheggiò le chiese Romane di Basilica di San Pietro in Vaticano e Basilica di San Paolo fuori le mura, e tentò di impadronirsi di Roma e Napoli. L'Emirato di Taranto e quello di Bari presto si staccarono dagli Aghlabidi, giurando fedeltà agli Abbasidi di Baghdad.
Sotto il suo regno in Ifrīqiya l'agricoltura e il commercio fiorirono e vennero costruiti nuovi edifici urbani, come le grandi moschee di Sousse e Sfax. Il regno di Muḥammad venne interrotto per un breve periodo dall'usurpazione del fratello Abū Jaʿfar Aḥmad, che come il suo contemporaneo abbaside al-Wathiq, sostenne i mutaziliti e perseguitò i loro avversari sunniti, ordinando l'esecuzione di alcuni di loro e facendo imprigionare altri, come il giurista malikita Saḥnūn. Quando Abū l-ʿAbbās Muḥammad riconquistò il trono nell'847, mandò suo fratello in esilio e ristabilì il sunnismo, nominando Saḥnūn qadi d'Ifrīqiya.
Muḥammad I morì nell'856 e gli succedette il nipote Abū Ibrāhīm Aḥmad.